# 魏诗诠
魏诗诠，湖广人，是一名清朝政治人物。
魏诗诠曾于1906年接替杨士晟任崇明县知县一职，1907年由陈守晸接任。